# Al-Karama
al-Karama (arabisch الكرامة al-Karāma, auch al Karama oder al Karameh) ist ein syrischer Fußballverein aus der Stadt Homs. Der Vereinsname lässt sich unterschiedlich übersetzen: die Würde, die Wundertat, das Ansehen, die Ehre, der Edelmut, der Adel, die Großzügigkeit oder die Freigiebigkeit. al-Karama konnte bisher sieben Meisterschaften (zuletzt 2009) und fünf Pokalsiege (zuletzt 2009) feiern. Die Heimspiele werden im städtischen Stadion, welches eine Kapazität von fast 40.000 Plätzen hat, ausgetragen. Die Anhänger von al-Karama gelten als besonders fanatisch. Das Stadion wird oft gut gefüllt, die Mannschaft emotional angefeuert.
Gegründet wurde der Verein 1928 als Khalid Bin Walid Sports Club. Seit 1971, nennt sich der Klub bei seinem jetzigen Namen.
In der Saison 2005/06 gelang al-Karama in der AFC Champions League mit dem zweiten Platz ein großer Erfolg. Die Mannschaft musste sich nur knapp dem haushohen Favoriten von Cheonbuk Hyundaie Motors aus Südkorea geschlagen geben. Während Cheonbuk zuhause 2:0 gewann, siegte al-Karama in Homs 2:1. Der Anschlusstreffer fiel äußerst glücklich in der 89. Minute. Zuvor konnte al-Karama in der Vorrunde sowie in Achtel-, Viertel- und Halbfinale erfahrene Teams aus dem Iran und Saudi-Arabien (unter anderem al-Ittihad) ausschalten. 2009 gewann der Klub zum dritten Mal in Folge das Double aus Pokal und Meisterschaft.

## Vereinserfolge

### National
- Syrischer Meister: 1975, 1984, 1983, 1996, 2006, 2007, 2008, 2009[1]

- Syrischer Pokalsieger: 1983, 1987, 1995, 1996, 2007, 2008, 2009, 2010
- Syrischer Pokalfinalist: 1990, 1998, 2017

### Kontinental
- AFC Champions League

Finalist 2006